# Louise Glück
Louise Elisabeth Glück (Aussprache [ˈglɪk], auch: Gluck; geb. 22. April 1943 in New York City; gest. 13. Oktober 2023 in Cambridge, Massachusetts) war eine US-amerikanische Lyrikerin, Essayistin und Nobelpreisträgerin für Literatur.

## Leben
Louise Glücks jüdische Großeltern väterlicherseits stammten aus Ungarn und besaßen nach ihrer Einwanderung in die USA ein Lebensmittelgeschäft in New York. Glücks Vater war bereits in den USA geboren. Ihre Mutter war russisch-jüdischer Abstammung und Absolventin des Wellesley College.
Louise Glück wuchs auf Long Island auf. In ihrer Kindheit brachten die Eltern ihr griechische Mythologie und klassische Stoffe nahe, etwa das Leben Jeanne d’Arcs. Sie begann in jungen Jahren, Gedichte zu schreiben. Als Teenager entwickelte Glück eine Anorexia nervosa. Die Ursache ihrer Krankheit beschrieb sie in einem Aufsatz als den Versuch, sich von ihrer Mutter zu lösen. An anderer Stelle brachte sie ihre Krankheit mit dem Tod einer älteren Schwester in Verbindung; dieses Ereignis fand schon vor ihrer Geburt statt. Im Herbst ihres Abschlussjahres an der George W. Hewlett High School in Hewlett Bay Park, New York, begann sie eine Psychoanalyse, die sieben Jahre dauern sollte.
Glück studierte am Sarah Lawrence College und an der Columbia University, insbesondere bei Léonie Adams und Stanley Kunitz. 1967 heiratete sie Charles Hertz Jr. Die Ehe wurde bald wieder geschieden. Nach dem Erscheinen ihres ersten Gedichtbands Firstborn 1968 litt sie unter einer Schreibblockade, die sie überwand, als sie 1971 eine Dozentur am Goddard College, einer Privatschule in Plainfield, Vermont, annahm. Anschließend hatte sie 20 Jahre lang eine Professur am Williams College inne. 1973 gebar Glück ihren Sohn Noah, dessen Vater John Dranow ist, der das Sommer-Schreibprogramm am Goddard College gegründet hat. 1977 heirateten sie, die Ehe hielt bis Ende der 1990er Jahre. Von 1999 bis 2003 gehörte Glück dem ehrenamtlichen Board of Chancellors der Academy of American Poets an. Ab 2004 war sie Rosenkranz Writer in Residence und Professorin für Englisch an der Yale University.
Louise Glück starb am 13. Oktober 2023 an den Folgen einer Krebserkrankung.

## Werk
Ein Themenschwerpunkt der im freien Rhythmus einer natürlich dahinfließenden Sprache verfassten, komplex strukturierten Gedichte mit pulsierenden Versen ist die Auseinandersetzung des Menschen mit den Unwägbarkeiten der Natur, wobei Glück in ihrer Lyrik teilweise auch die Natur selbst mit dem Menschen sprechen lässt. 2020 wurde Glück der Nobelpreis für Literatur für ihre „unverwechselbare poetische Stimme“ zugesprochen. Mit ihrem literarischen Schaffen mache sie die individuelle Existenz zu einer universellen Erfahrung.
Ihre Arbeiten wurden in zahlreiche Sprachen übersetzt. Vier Gedichtbände wurden ins Deutsche übertragen und sind bei Luchterhand erschienen: The Wild Iris und Averno von Ulrike Draesner, Faithful and Virtuous Night und Winter Recipes from the Collective von Uta Gosmann.

## Publikationen (Auswahl)

### Originalausgaben
- Firstborn. The Ecco Press, New York 1968.
- The House on Marshland. The Ecco Press, New York 1975.
- Descending Figure. The Ecco Press, New York 1980.
- The Triumph of Achilles. The Ecco Press, New York 1985.
- Ararat. The Ecco Press, New York 1990.
- The Wild Iris. The Ecco Press, New York 1992.
- Proofs and Theories: Essays on Poetry. The Ecco Press, New York 1994.
- The First Four Books of Poems. The Ecco Press, New York 1995.
- Meadowlands. The Ecco Press, New York 1996.
- Vita Nova. The Ecco Press, New York 1999.
- The Seven Ages. The Ecco Press, New York 2001.
- Averno. Farrar, Straus and Giroux, New York 2006.
- A Village Life. Farrar, Straus and Giroux, New York 2009.
- Poems: 1962–2012. Farrar, Straus and Giroux, New York 2013.
- Faithful and Virtuous Night. Farrar, Straus and Giroux, New York 2014.
- American Originality: Essays on Poetry. Macmillan, New York 2017.
- Winter Recipes from the Collective. Farrar, Straus and Giroux, New York 2021.
- Marigold and Rose. A Fiction. Farrar, Straus and Giroux, New York 2022, ISBN 978-0-374-60758-6.

### Übertragungen ins Deutsche
- Für meine Mutter, Blühende Pflaume, Palais des Arts, Mythisches Bruchstück. Aus dem Amerikanischen von Jürgen Brôcan. In: Sehen heißt ändern. Dreißig Dichterinnen des 20. Jahrhunderts. Eine zweisprachige Anthologie. Hrsg. von Jürgen Brôcan. Stiftung Lyrik Kabinett, München 2006, ISBN 3-9807150-8-6, S. 100–107.
- Averno. Gedichte. Aus dem Amerikanischen von Ulrike Draesner. Luchterhand Literaturverlag, München 2007, ISBN 978-3-630-87251-3.
- Wilde Iris. Gedichte. Aus dem Amerikanischen von Ulrike Draesner. Luchterhand Literaturverlag, München 2008, ISBN 978-3-630-62144-9.
- Abenteuer. Gedichte. Aus dem Englischen von Uta Gosmann. In: Sinn und Form. 2/2017, ISBN 978-3-943297-34-8, S. 174–180.
- Treue und edle Nacht. Gedicht. Aus dem Englischen von Uta Gosmann. In: Sinn und Form. 6/2019, ISBN 978-3-943297-50-8, S. 737–743.
- Winterrezepte aus dem Kollektiv. Gedichte. Aus dem Englischen von Uta Gosmann. Luchterhand, München 2021, ISBN 978-3-630-87680-1.
- Treue und edle Nacht. Gedichte. Zweisprachige Ausgabe. Aus dem Englischen von Uta Gosmann. Luchterhand, München 2023, ISBN 978-3-630-87699-3.
- Marigold und Rose. Eine Erzählung. Aus dem Englischen von Eva Bonné. Luchterhand, München 2024, ISBN 978-3-630-87769-3.[10]

## Auszeichnungen (Auswahl)
- 1975: Guggenheim-Stipendium[11]
- 1985: National Book Critics Circle Award für Lyrik (für The Triumph of Achilles)[12]
- 1987: Guggenheim-Stipendium[11]
- 1993: Pulitzer-Preis für Dichtung (für The Wild Iris)[13]
- 1993: Mitglied der American Academy of Arts and Sciences[14]
- 1996: Mitglied der American Academy of Arts and Letters[15]
- 2001: Bollingen Prize in Poetry der Yale University[16]
- 2003: Poet Laureate der Library of Congress[17][18]
- 2010: Finalistin des Griffin Poetry Prize (mit A Village Life)[19]
- 2012: Los Angeles Times Book Prize für Lyrik (für Poems 1962–2012)
- 2014: National Book Award for Poetry (für Faithful and Virtuous Night)[20]
- 2014: Mitglied der American Philosophical Society[21]
- 2015: National Humanities Medal[22]
- 2020: Tomas Tranströmerpriset
- 2020: Nobelpreis für Literatur

## Audio
- Louise Glück: Poetry Reading. In: The Elliston Project: Poetry Readings and Lectures at the University of Cincinnati. 7. November 1997, abgerufen am 8. Oktober 2020 (englisch, Öffentliche Lesung; Aufnahme im Format mp3 unter CC-BY-NC-ND 3.0).